# Ozero Mezhgornoe
Ozero Mezhgornoe (englische Transkription von russisch Озеро Межгорное Osero Meschgornoje, deutsch ‚See zwischen den Bergen‘) ist ein See auf dem Mawson Escarpment im ostantarktischen Mac-Robertson-Land. Er liegt am nördlichen Ende des Tals Dolina Snezhnaja.
Russische Wissenschaftler nahmen seine Benennung vor.